# Karsten Brockmann
Karsten Brockmann (* 19. April 1966 in Soltau) ist ein deutscher Kommunalpolitiker (BürgerUnion). Er wurde 2025 zum Bürgermeister der niedersächsischen Stadt Soltau gewählt.

## Leben
Brockmann wuchs in Soltau auf. Er absolvierte zwei Ausbildungen zum Groß- und Außenhandelskaufmann sowie zum Versicherungs- und Finanzfachwirt. Er arbeitete 35 Jahre lang in der Automobilbranche, zuletzt als Filialleiter eines Autohauses in Soltau und anschließend als Verkaufsleiter des Unternehmens.
Seit etwa 2004 ist Brockmann in der Kommunalpolitik aktiv. Seit 2010 ist er stellvertretender Vorsitzender der BürgerUnion und sitzt seit 2016 im Soltauer Stadtrat, wo er im Bauausschuss und im Aufsichtsrat der Stadtwerke Soltau tätig ist.
Bei den vorgezogenen Wahlen zum Soltauer Bürgermeister am 23. Februar 2025 erreichte Brockmann mit 21,8 Prozent der Stimmen den zweiten Platz und damit die Stichwahl. Die Stichwahl gegen Birhat Kaçar (SPD) am 9. März 2025 gewann er mit 51,4 Prozent der Stimmen und wurde somit zum neuen Bürgermeister der Stadt Soltau gewählt. Durch den Rücktritt seines Vorgängers Olaf Klang verlängert sich seine Amtszeit um den verbleibenden Zeitraum der laufenden Kommunalperiode und endet im Oktober 2031.
Brockmann engagierte sich als Vorstandsmitglied des Vereines Kinderhilfe Rumänien und in mehreren Soltauer Sportvereinen. Er lebt mit seiner Frau und vier Kindern in Soltau.